# Джакоббе, Мария
Мария Джакоббе (Maria Giacobbe; 14 августа 1928, Нуоро, Италия, − 27 января 2024, Копенгаген, Дания) — итало-датская писательница.

## Биография
Дочь Дино Джакоббе, антифашиста, одного из основателей Сардинской партии действия.
Родилась, выросла и получила среднее образование со степенью магистра в городе Нуоро на Сардинии. С 1946 года работала учителем начальных классов в окрестных сельских школах.
В 1956 году начала сотрудничать с еженедельником Il Mondo di Pannunzio. В 1957 году вышла в свет её автобиографическая повесть «Дневник учительницы», которая получила премию Виареджо за дебютное произведение и в дальнейшем была переведена на 15 языков.
В 1958 году вышла замуж за датского писателя Уффе Хардера (1930—2002) и переехала к нему в Фредериксборг. Их брак продлился до 1985 года, в нём родились двое сыновей, Томас и Андреас (1959 и 1964 г. р.).
В 2000 году режиссёр Джованни Колумбу снял фильм «Архипелаги» по её одноимённому роману.
Лауреат датской литературной премии авторов-женщин 1993 года.
Награждена орденом Звезды Национальной Солидарности Итальянской Республики (1967).

## Книги
- Diario di una maestrina, Laterza, Milano 1957
- Piccole cronache, Bari, Laterza, 1961
- Male kronike, Ljubljana, Mladinska knjiga, 1963
- Il mare, Vallecchi, Firenze 1967
- Eurydike, Gyldendal, Copenaghen 1970
- Stemmer og breve fra den europæiske provins, Gyldendal, Copenaghen 1978
- Le radici, Edizioni della Torre, Cagliari 1977; 1979; 1996; Il Maestrale, Nuoro 2005
- Kald det så bare kærlighed: tre noveller, Gyldendal, Copenaghen 1986
- Gli arcipelaghi, Biblioteca del Vascello, Roma 1995; Il Maestrale, Nuoro 2001
- Maschere e angeli nudi: ritratto d’infanzia, Il Maestrale, Nuoro 1999.
- Scenari d’esilio. Quindici parabole, Il Maestrale, Nuoro 2003
- Pòju Luàdu, Il Maestrale, Nuoro 2005
- Chiamalo pure amore, Il Maestrale, Nuoro 2008
- Euridice, Il Maestrale, Nuoro 2011

Книги и публикации в журналах, изданные на русском языке
- Дневник молодой учительницы / М. Джакоббе; [пер. с итал. Ф. М. Двин; ил.: А. К. Дерявский. — М.] : Мол. гвардия, 1959. — 141 с. : илл. ; 21 см. — 90 000 экз.
- Год маленькой жизни [Текст] : Повесть / Перевод с итал. [С. Ошерова]; [Предисл. С. Петрова]. — [Москва]: [Прогресс], [1965]. — 94 с. : ил.; 20 см.
- Кормилица. Новелла. Перев. с итальянского И. Константиновой. Журнал «Звезда», Огиз, Гослитиздат, 1961 год, № 1, стр. 93.